# Xyletobius sulcatus
Xyletobius sulcatus är en skalbaggsart som beskrevs av Perkins 1910. Xyletobius sulcatus ingår i släktet Xyletobius och familjen trägnagare.

## Underarter
Arten delas in i följande underarter:
- X. s. sulcatus
- X. s. apicalis